# إد لوكاس
إد لوكاس (بالإنجليزية: Ed Lucas)‏ هو متحدث تحفيزي وكاتب أمريكي، ولد في 3 يناير 1939 في جيرسي سيتي في الولايات المتحدة.

## وصلات خارجية
- الموقع الرسمي